# Vytenis
Vytenis (in bielorusso Віцень?, Vicień; in polacco Witenes) (1260 – 1316) fu granduca di Lituania dal 1295 al 1316.
Primo sovrano della dinastia gediminide a governare per un considerevole lasso di tempo, fu in grado di ampliare i confini del dominio che amministrava e di renderla una salda potenza dell'Europa orientale. La parentesi al potere di Vytenis fu segnata da guerre costanti nel tentativo di espandere il Granducato di Lituania a danno dei Ruteni, della Masovia e dell'Ordine teutonico. La sua fama non si esaurì con la sua morte, tanto che all'inizio del XIV secolo la sua reputazione superava quella di Gediminas, considerato dagli storici moderni uno dei più influenti sovrani lituani.

## Biografia

### Origini familiari
Le origini di Vytenis restano totalmente avvolte nel mistero, ma ad oggi si ritiene assai verosimile l'ipotesi di un legame parentale con il suo successore Gediminas, capostipite della dinastia dei Gediminidi. Le ricerche recenti indicano che il progenitore della dinastia dei Gediminidi potrebbe corrispondere a Skalmantas (o Skumantas). Volgendo lo sguardo ancora più indietro e concentrandosi sugli anni 1280, probabilmente i più oscuri della storia basso-medievale della Lituania, Zigmantas Kiaupa ritiene che non sia possibile escludere l'ipotesi di un legame tra Skalmantas e Traidenis, l'influente sovrano rimasto al potere dal 1270 al 1282. Eric Christiansen, infine, ha sostenuto che fosse un pronipote di Mindaugas, il primo sovrano della Lituania unita.
Vytenis viene menzionato per la prima volta nel 1292, quando, come afferma la cronaca di Nikolaus Von Jeroschin, il suo probabile padre Butvydas (o Pukuveras) scagliò una campagna in Masovia e gli assegnò la guida di un esercito di 800 uomini spintosi fino a Łęczyca. Verosimilmente, la principale regione che sostenne l'ascesa al potere di Vytenis, la quale ebbe luogo nel 1295 alla morte di Butvydas, fu l'Aukštaitija, una regione interna della Lituania.

### 1295-1296

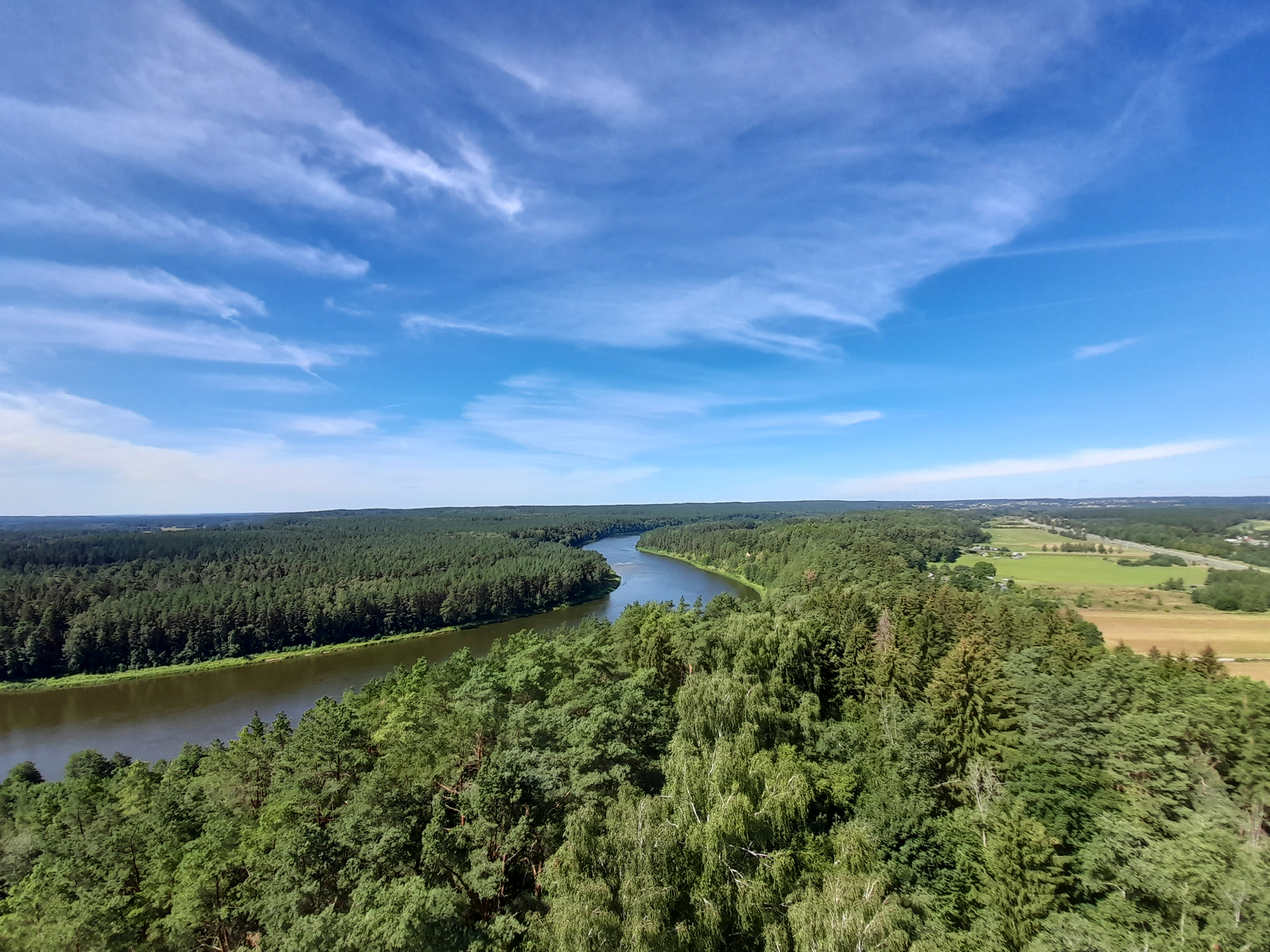
Il Nemunas, principale fiume della Lituania, a sud di Kaunas. Fu aspro oggetto di contesa alla fine del XIII secolo e per quasi tutto il secolo successivo

Nel 1295 e nel 1296, il nuovo sovrano fu presto coinvolto nelle dispute di successione in corso in Polonia e si schierò al fianco di Boleslao II di Masovia, sposato con la duchessa lituana Gaudemunda; l'altra fazione era guidata da Ladislao I di Polonia.
Nel frattempo, nel 1295, i Cavalieri teutonici e l'Ordine di Livonia, due ordini religiosi cavallereschi attivi rispettivamente in Prussia e in Livonia, sedarono le rivolte causate dai Prussiani e da altre tribù baltiche sfruttando il momento in cui i Lituani avevano scagliato delle incursioni in Curlandia e Sambia. In tal modo, gli ordini religiosi cavallereschi appena menzionati poterono meglio concentrarsi sul prosieguo della crociata proclamata contro la Lituania pagana nel 1283. Nel 1296 Vytenis fu attaccato dai Cavalieri teutonici, evento che lo spinse a realizzare e rafforzare una rete di strutture difensive lungo le rive dei fiumi Nemunas e Jūra; i Cavalieri, invece, avevano costruiti i propri castelli esattamente sulla riva opposta. L'Ordine teutonico stava tentando di conquistare le terre situate sulla costa del mar Baltico, in Samogizia, per congiungere quanto già possedeva l'Ordine di Livonia a nord, nelle odierne Lettonia ed Estonia. Durante questo periodo, il granduca adottò una strategia che passava per la ricerca di alleati che lo potessero aiutare contro i crociati e per l'organizzazione di numerose incursioni sia in Livonia sia in Prussia per costringere i suoi nemici a disperdere le forze a disposizione. Dal canto loro, gli ordini religiosi cavallereschi provarono a corrompere o a istigare i nobili della Samogizia, un'importante regione della Livonia, contro Vytenis, riuscendo con successo a consentire lo scoppio di diversi focolai di rivolta. Tale instabilità, che portò anche a casi di tradimento e rese più fragile la Lituania, cessò soltanto dopo un decennio a seguito di varie concessioni compiute dal granduca ai nobili della Samogizia.

### 1297-1308
Nel 1297, il granduca lituano decise di approfittare della difficile situazione in Livonia, essendo scoppiata una lotta intestina tra i Cavalieri e l'arcidiocesi di Riga, e incoraggiò gli eserciti pagani ad unirsi e colpire i nativi cristianizzati in Semgallia, Curlandia e Sambia, trovando scarsa resistenza. Vytenis offrì aiuto ai cittadini di Riga e persino all'arcivescovo, avanzando nel 1298 vaghe promesse di convertirsi al cristianesimo allo scopo di allentare le tensioni religiose tra i soldati pagani e i residenti cristiani. Questa mossa diplomatica gli consentì di insediare una guarnigione pagana in un accampamento, poi convertito in fortezza, situato entro i confini della città di Riga per meglio combattere i Cavalieri di Livonia; tuttavia, in un secondo momento il granduca si rimangiò le sue parole e rimase fedele al suo vecchio credo.
Quando Vytenis si rese responsabile della distruzione di Brodnica, un insediamento di recente fondazione in Prussia, e della cattura di 250 prigionieri, i crociati capirono che il futuro delle colonie passava sì da un più alto numero di combattenti che potessero giungere da ovest, ma anche da una migliore solidità interna. Esemplificativa in tal senso la situazione dell'arcidiocesi di Riga, la cui instabilità assunse una portata talmente seria che, dopo il 1300, ogni gran maestro dovette spostarsi al Nord per monitorare le condizioni della regione, cercare di limitare il potere dell'arcivescovo e allontanare gli abitanti dall'ombra della Lituania. La scia di distruzione scatenata dal granduca lituano lo portò, nel 1298, ad attaccare direttamente i Cavalieri livoniani in Curlandia. Dopo qualche successo dei cristiani, questi vennero battuti nuovamente nella battaglia di Turaida nel mese di giugno. Nel 1300 circa, si verificò una stabilizzazione delle lotte con l'Ordine di Livonia che portò alla proliferazione dei commerci lungo il Daugava.

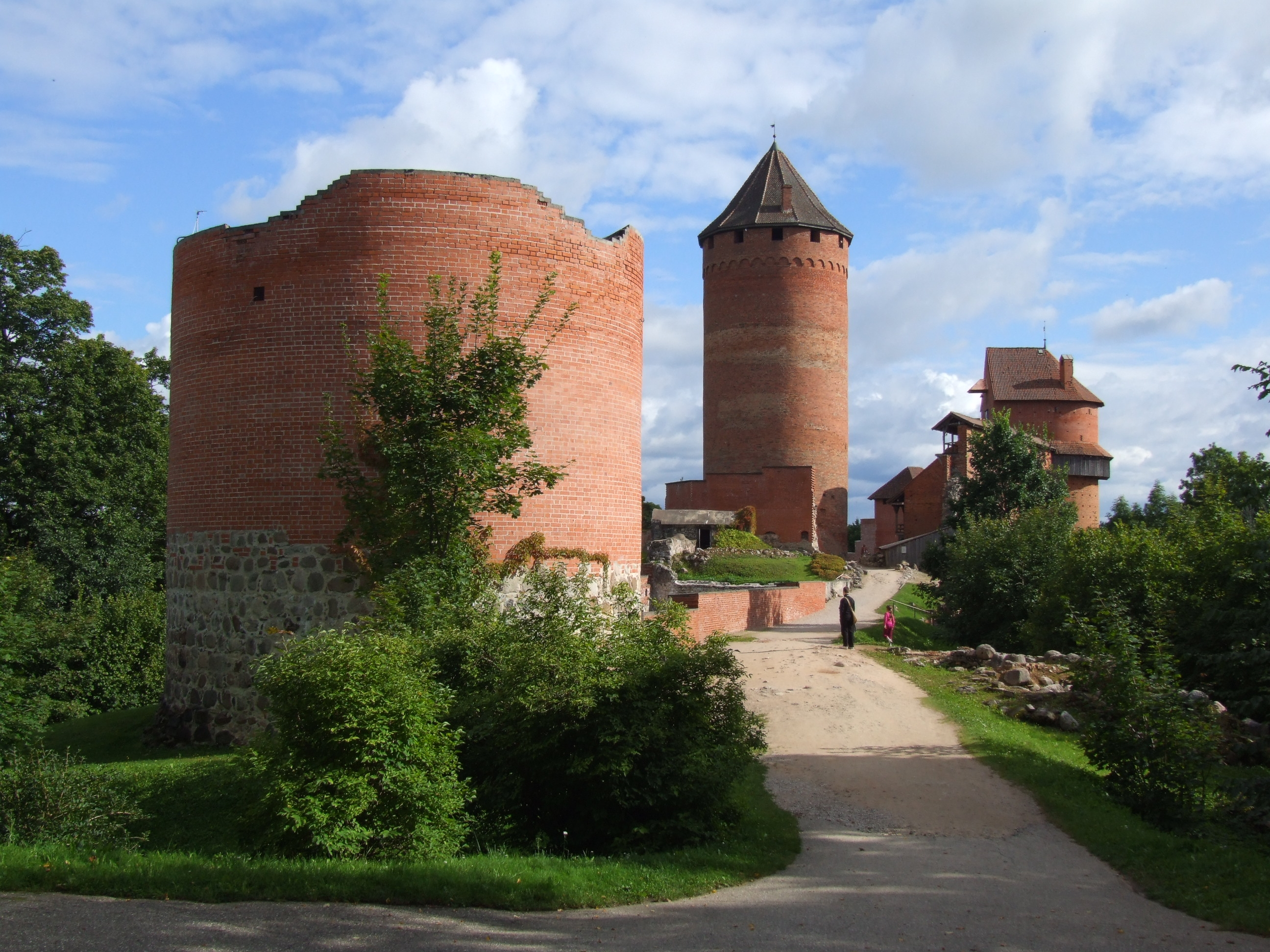
Rovine del castello di Turaida, nei pressi del quale si svolse la battaglia omonima nel 1298

Trascorse le prime grandi avvisaglie della fine del XIII secolo, le schermaglie si riaccesero nel 1303 sempre con Vytenis, sotto forma di attacchi isolati, ma non per questo meno frequenti, orchestrati dalle truppe lituane ancora una volta alle porte della Prussia e, soprattutto, in direzione delle fondamentali roccaforti di Dorpat (Tartu) e Ösel (Saaremaa). Nel 1304, le fonti coeve riferiscono che giunsero nobili da altre realtà europee in ausilio dei crociati per partecipare a una "nuova" guerra contro la Lituania. Nel 1307, Vytenis eseguì delle campagne di espansione nella moderna Bielorussia e sottomise definitivamente il Principato di Polack.

### 1308-1315
Non si riportano notizie di incursioni lituane verso Occidente fino al 1308, circostanza che lascia immaginare, a giudizio dello storico Zigmantas Kiaupa, che «Vytenis preferì adottare una strategia difensiva e assicurare il suo potere interno». Nel 1308 i Cavalieri teutonici conquistarono la Pomerania, un evento questo che generò delle contese territoriali con la Polonia. Poco dopo, entro il 1309, i combattenti dell'Ordine di Livonia erano riusciti a normalizzare la situazione nella moderna Lettonia e, pur non avendo piegato né gli abitanti di Riga né Vytenis, apparivano meno fragili rispetto al decennio passato. La rinnovata fiducia si desume dall'attacco con cui i crociati colpirono Hrodna, già aggredita in passato poco prima dell'insediamento al potere di Vytenis. Quest'ultimo reagì nel 1311 a quanto accaduto spingendosi ben all'interno della Prussia, eludendo le difese dei duchi della Masuria al comando di 8 000 uomini (una cifra di sicuro sovrastimata dai cronisti dell'epoca). Si trattò di una delle offensive meno riuscite poiché, nonostante 4 000 guerrieri a cavallo riuscirono ad attraversare la Varmia spingendosi fino a Braunsberg, gli attaccanti furono sorpresi dagli uomini guidati dal landmarschall Heinrich von Plötzke a Wopławki e scacciati, con il ciambellano di Vytenis fatto prigioniero. Nonostante il grande entusiasmo riportato dai cronisti teutonici, l'impatto della battaglia non fu dirompente, se si considera che il granduca era riuscito a ritirarsi e che le sue forze non erano state debellate in maniera definitiva.
Con l'intento di attenuare le lotte in corso con i cristiani, Vytenis autorizzò la costruzione di una chiesa cattolica in Lituania nel 1311, la prima dai tempi di Mindaugas (al potere dal 1230 circa al 1263). Vytenis spronò nell'anno successivo a due frati francescani di sistemarsi in una chiesa appena costruita a Navahrudak, la quale fu distrutta dai Cavalieri teutonici nel 1314. Sempre in ambito religioso, sembra che Vytenis avesse gettato le basi per la creazione della sede metropolitana della Lituania avvenuta tra il 1315 e il 1317. Consapevoli della frammentazione ecclesiastica presente nei territori della vecchia Rus' di Kiev, è verosimile che il Granducato intendesse inserirsi nella contesa per scopi politici, come ad esempio dimostra la nomina del vescovo Andrea di Tver', le cui origini erano lituane. Lo scopo era quello di rendere ancor più robusti i rapporti tra la Lituania e il Principato di Tver'.
Malgrado i tentativi di rompere l'alleanza tra gli abitanti di Riga e i pagani, la fortezza costruita e presidiata dai Lituani nella moderna capitale lettone (castrum Lethowinorum) rimase attiva fino al 1313, anno in cui i Cavalieri spinsero i cittadini ad intimare l'allontanamento dei soldati stranieri per non perdere dei propri uomini. A giudizio di Zigmantas Kiaupa, il rapporto di collaborazione tra la Lituania e Riga, così come l'arcidiocesi, accrebbero il prestigio internazionale del Granducato. Gli ultimi grandi attacchi sferrati da Vytenis avvennero nel 1315 in direzione di Ragnit e Christmemel, poco tempo prima della sua morte.

### Morte e successione

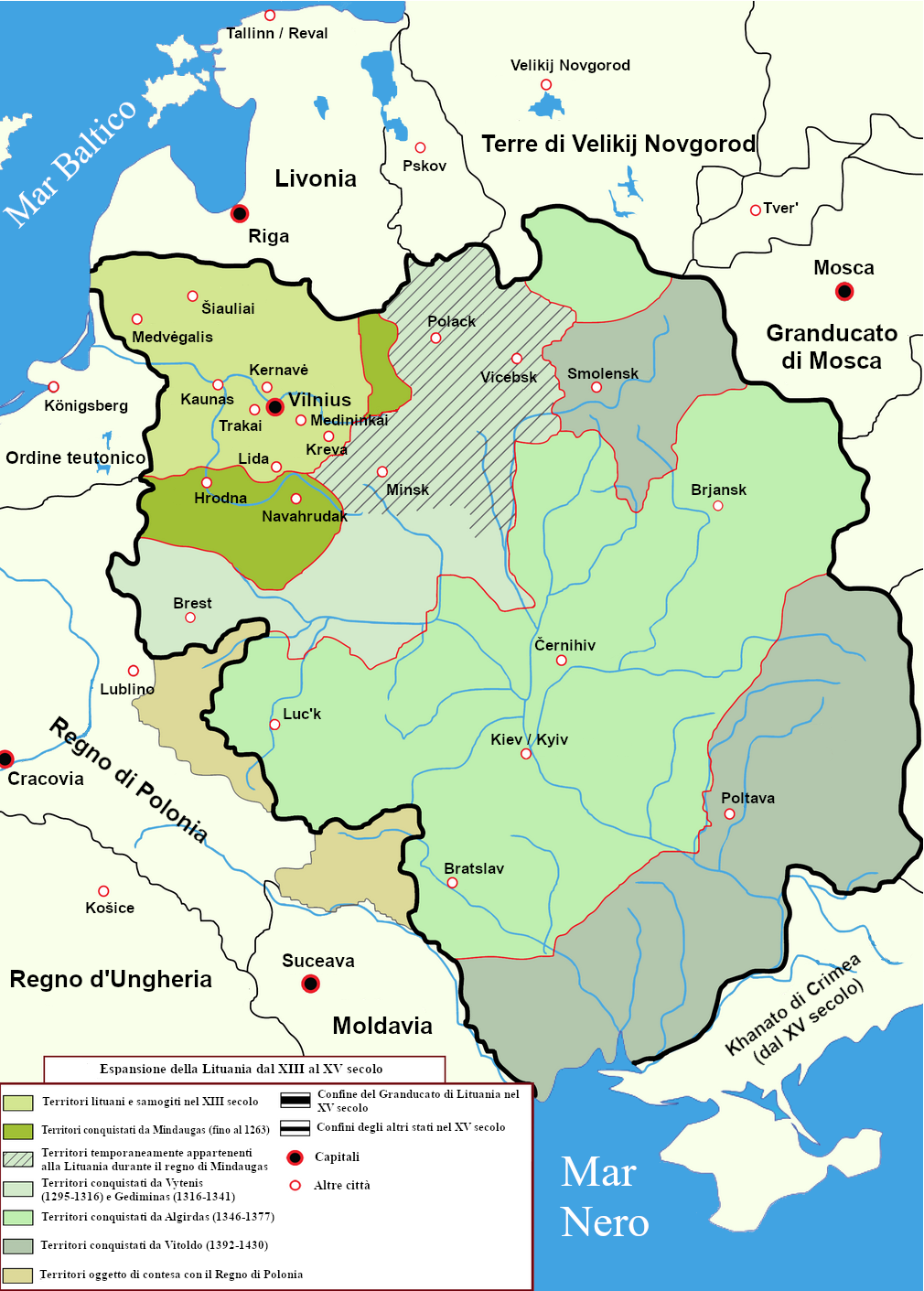
Espansioni del Granducato di Lituania dal XIII al XV secolo

Senza aver ufficialmente designato un suo erede, Vytenis morì nel 1315 o nel 1316 e le circostanze del decesso non sono note. Per molto tempo si era creduto alla ricostruzione secondo cui Vytenis fosse stato colpito da un fulmine, ma è probabile che si sia trattato di un errore di ortografia compiuto da parte dello scriba. Gli storici conoscono solo un figlio di Vytenis, tale Žvelgaitis e Swalegote, che viene menzionato in vita nel 1309 ma che probabilmente morì prima di suo padre. La sua fama di radicale oppositore dei tedeschi e di rispettato generale sopravvisse anche negli anni immediatamente successivi alla sua dipartita, durante i quali le ostilità con i crociati continuarono.
Lo storico britannico Stephen Christopher Rowell azzarda che, durante il mandato di Vytenis, il suo successore Gediminas visse a Trakai e che, probabilmente, fosse stato assegnato alla difesa dei confini settentrionali e occidentali. Poiché non si scatenarono delle lotte per il titolo di granduca alla morte di Vytenis, vari studiosi ipotizzano che la successione risultò pacifica perché, semplicemente, non si palesarono altri pretendenti che si ritenevano più meritevoli. Gediminas ereditò un dominio che versava in buona salute e che includeva porzioni delle odierne Lituania, Bielorussia, Polonia e Ucraina; durante il suo mandato, il Granducato divenne un'importante potenza militare e politica nell'Europa orientale. Ciononostante, la fama di Vytenis non si esaurì con la sua morte, tanto che all'inizio del XIV secolo la sua reputazione superava quella di Gediminas, considerato dagli storici moderni uno dei più influenti sovrani lituani.